# Bastian Bechler

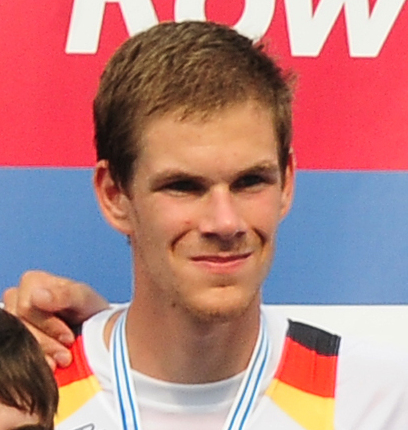
Bastian Bechler bei der Siegerehrung der Weltmeisterschaften 2013

Bastian Bechler (* 17. Dezember 1990) ist ein ehemaliger deutscher Ruderer. Er gewann einmal Weltmeisterschaftssilber und einmal Europameisterschaftsbronze.

## Sportliche Karriere
Der 1,97 Meter große Bastian Bechler ist seit 2003 Mitglied des Sportclub Berlin-Köpenick und startete zwischenzeitlich auch für den Berliner Ruder-Club (2011–2014).
Seine erste internationale Medaille gewann Bechler bei den Junioren-Weltmeisterschaften 2007, als er Silber im Vierer ohne Steuermann erruderte. Ein Jahr später bei den Junioren-Weltmeisterschaften 2008 wurde er mit dem deutschen Vierer Dritter. Von 2009 bis 2012 nahm Bechler viermal in Folge an den U23-Weltmeisterschaften teil und gewann jeweils eine Medaille. 2009 wurde er Dritter mit dem Vierer ohne Steuermann. 2010 siegte er mit dem Achter. 2011 belegte er zusammen mit Anton Braun den dritten Platz im Zweier ohne Steuermann. 2012 schließlich siegte er mit dem Vierer ohne Steuermann.
Bei den Weltmeisterschaften 2013 bildete er mit Paul Schröter und Jonas Wiesen einen Zweier mit Steuermann. Mit drei Sekunden Rückstand auf die Italiener und einer Sekunde Vorsprung vor den Franzosen gewann der deutsche Zweier die Silbermedaille. 2014 bei den Europameisterschaften in Belgrad überquerte der deutsche Zweier ohne Steuermann mit Bastian Bechler und Anton Braun als Dritter die Ziellinie mit 0,21 Sekunden Vorsprung vor den viertplatzierten Briten. Bei den Weltmeisterschaften in Amsterdam wurden die Briten Zweite, Bechler und Braun erreichten den fünften Platz mit sieben Sekunden Rückstand auf die Medaillenränge.
Bastian Bechler gewann 2012, 2013 und 2014 den deutschen Meistertitel mit dem Achter. 2012 siegte er außerdem im Vierer mit Steuermann, es war die letzte Austragung des Meisterschaftsruderns in dieser Bootsklasse.
In den Jahren 2016 und 2017 ruderte er mit dem Köpenick-Achter des Sportclub Berlin-Köpenick in der Ruderbundesliga.